# Élections législatives de 2007 en Languedoc-Roussillon
Liste des candidats pour les élections législatives de juin 2007 (les députés sortants sont signalés en tête de liste et en gras) :

### Carte des circonscriptions

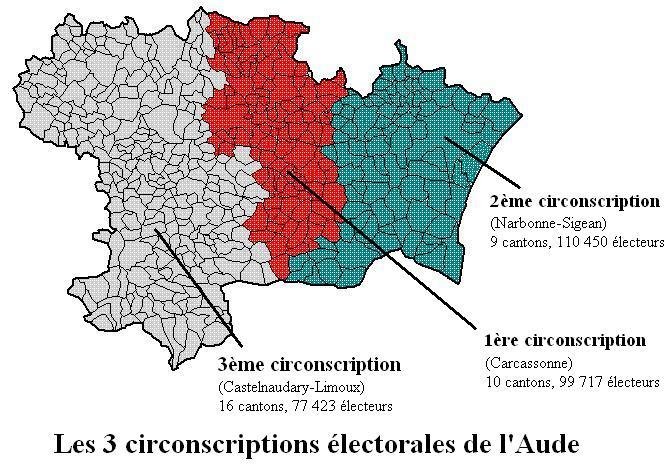
Les 3 circonscriptions de l'Aude

## Aude

### Candidats
Première circonscription de l'Aude : 
- Jean-Claude Perez - PS (Conseiller municipal de Carcassonne)
- Isabelle Chesa - UMP (Adjointe au maire de Carcassonne, Conseillère régionale)
- Robert Morio - FN (conseiller régional)
- Monique Denux - Modem
- Amandine Carrazoni-Omari - PCF
- Lucille El Hedri - EXG
- Claude-Marie Benson - Les Verts
- Daniel Bord - SE
- Alain Vielmas - LCR
- Jacques Vieules - PDT
- Magali Urroz - Rég
- Claudine Gamerre - DVE
- Jean-Pierre Brun - DVD

Deuxième circonscription de l'Aude : 
- Jacques Bascou - PS (conseiller municipal de Narbonne)
- Fabienne Decaens - Les Verts
- Stéphane Imbert - Les Verts
- Hélène Escudie - CPNT
- Jean-Pierre Nadal - FN
- Véronique Kontowicz - EXG
- Denis Verdier - SE
- Francis Schroeder - LCR
- Patrick Roux - PCF
- Michel Py - UMP (maire de Leucate)
- Elise Carpentier - Divers
- André Cau - EXD
- Yannick Amiard - EXG
- Alain Sohier - Modem

Troisième circonscription de l'Aude : 
- Jean-Paul Dupré - PS (maire de Limoux)
- René Caunes - Modem
- Paule Mercier - FN
- Dominique Galonnier - EXG
- Yvette Lestrade - EXD
- Jean Salvignol - UMP
- Josiane Hograindleur - Les Verts
- Annabelle Pujol - EXG
- Marie-Angèle Larruy - PCF
- Jean-François Leclerc - MPF
- Lucette Pinel - Div
- J.-J. Rabineau - Div
- Patrice Mallet - CPNT
- Erick Mercher - EXD
- Martin De Soss - DVD

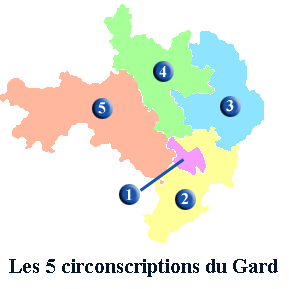

### Résultats

#### 1ertour
Première circonscription de l'Aude :
1. Jean-Claude Perez 37,85 %
2. Isabelle Chésa 37,38 %
3. Monique Denux 5,97 %
4. Robert Morio 5,26 %
5. A. Carrazoni-Omari 4,24 %
6. Alain Vielmas 2,45 %
7. Claude-Marie Benson 2,33 %
8. Claudine Latorre 1,15 %
9. Claudine Gamerre 0,70 %
10. Jean-Pierre Brun 0,63 %
11. Daniel Bord 0,58 %
12. Magali Urroz 0,54 %
13. Lucile el-Hedri 0,50 %
14. Jacques Vieules 0,41 %

Deuxième circonscription de l'Aude :
1. Michel Py 39,35 %
2. Jacques Bascou 37,61 %
3. Jean-Pierre Nadal 5,08 %
4. Patric Roux 4,74 %
5. Alain Sohier 4,28 %
6. Francis Schroeder 2,50 %
7. Fabienne Decaens 2,00 %
8. Hélène Escudié 1,59 %
9. Stéphane Imbert 0,88 %
10. André Cau 0,63 %
11. Elise Carpentier 0,51 %
12. Véronique Kontowicz 0,51 %
13. Yannick Amiard 0,32 %
14. Denis Verdier 0,00 %

Troisième circonscription de l'Aude :
1. Jean-Paul Dupré 41,86 %
2. Jean Salvignol 33,08 %
3. René Caunes 5,03 %
4. Paule Mercier 4,37 %
5. Marie-Angèle Larruy 3,37 %
6. Annabelle Pujol 3,16 %
7. Josiane Hograindleur 2,52 %
8. Jean-François Leclerc 1,64 %
9. Patrice Mallet 1,59 %
10. Lucette Pinel 0,85 %
11. Yvette Lestrade 0,81 %
12. Dominique Galonnier 0,71 %
13. Erick Mercher 0,62 %
14. Jean-Jacques Rabineau 0,39 %
15. Martin de Soss 0,00 %

## Gard

### Candidats
1re circonscription cantons de : Nîmes-1 - Nîmes-3 - Nîmes-4 - Nîmes-5 - Nîmes-6 - La Vistrenque.
- Yvan Lachaud - UMP (Adjoint au maire de Nîmes)
- Évelyne Ruty - FN (Conseillère régionale)
- Georges Pigeonneau - DLR
- Françoise Dumas - PS
- Alain Clary - PCF (Conseiller général du canton de Nîmes-3, conseiller municipal de Nîmes)
- Marc Taulelle - MPF
- Roselyne Dumas - LFEA
- Michel Servile - MNR
- Aïcha Terbèche - LO
- Fabienne Fourcade - PT
- Lysiane Coillet-Matillon - DVE
- Claudine Duplissy - LCR
- Tina Rodriguez - GA
- Ali Karim - Les Verts
- Simon Casas - DVD
- Gérard Chayne - Modem

2e circonscription cantons de : Aigues-Mortes - Beaucaire - Marguerittes - Nîmes-2 - Rhôny-Vidourle - Saint-Gilles - Vauvert.
- Étienne Mourrut - UMP (maire de Le Grau-du-Roi)
- Jean Miclot - FN
- Sylvia Boccadiffuocco - CPNT
- Martine Gayraud - PCF
- Jacqueline Abello - DE
- Claude de Girardi - Modem (conseillère municipale de Nîmes)
- Marie-Lise Chaniac - LCR
- Robert Crauste - PS (conseiller régional, Conseiller municipal du Grau-du-Roi)
- Monique Raynaud - GE
- Jeanine Servile - MNR
- Christiane Rolandez - LO
- Pierre Clément - LFEA
- Corinne Derian - Les Verts
- Cédric Durand - MPF (adjoint au maire de Beaucaire)

3e circonscription cantons de : Aramon - Bagnols-sur-Cèze - Pont-Saint-Esprit - Remoulins - Roquemaure - Uzès - Villeneuve-lès-Avignon.
- Jean-Marc Roubaud - UMP (Maire de Villeneuve-lez-Avignon)
- François Bonnieux - FN (Conseiller régional)
- André Tassin - MRC
- Bernard Vaton - PO
- Gérard Meny - MNR
- Josette Azam - LO
- Pierre Jourlin - LCR
- Marianne Chambon - (PCF)
- Charles-Maurice Cordray - LFEA
- Angèle Audier - MPF
- Jacques Ressaire - PNO
- Christophe Benoît - PT
- Nicole Dhoye - Mouvement homme animaux nature
- Corinne Ponce-Casanova - Modem (Adjointe au maire de Nîmes)
- Alexandre Pissas - PS (Maire de Tresques)
- Yves Loonis - CPNT

4e circonscription cantons de : Alès-Nord-Est - Alès-Sud-Est - Barjac - Bessèges - Génolhac - La Grand-Combe - Lussan - Saint-Ambroix - Saint-Chaptes - Vézénobres.
- Max Roustan - UMP (maire d'Alès)
- Chantal Vinot - PS (conseillère régionale, conseillère municipale d'Alès)
- Prisca Vicat - FN
- Patrick Malavieille - PCF (Conseiller général du canton de La Grand-Combe, Vice-président du conseil régional)
- Elie Bot - PT
- Paula Lois - HAN
- Marie-France Roche - LO
- Jean-Marie Gérard - MNR
- Daniel Angot - LCR
- Lucille Ravel - CPNT
- Christine Pegout-Maret - MPF
- Béatrice Bernard-Chamson - Les Verts
- Jean-Louis Haon - Modem
- Khadidja Naga - PRN
- Vincent Rivet-Martel - LFEA
- Nathalie Vieillefon - PNO

5e circonscription cantons de : Alès-Ouest - Alzon - Anduze - Lasalle - Lédignan - Quissac - Saint-André de Valborgne - Saint Hippolyte du Fort - Saint-Jean-du-Gard - Saint-Mamert-du-Gard - Sauve - Sommières - Sumène - Trèves - Valleraugue - Le Vigan.
- William Dumas - PS (Conseiller général du canton de Saint-Mamert-du-Gard, Maire de Fons-outre-Gardon)
- Christophe Ruas - UMP
- Jean-Michel Suau - PCF (conseiller général du canton d'Alès-Ouest, conseiller municipal d'Alès)
- Sylvie Sanchez - FN
- Christiane Grassor - HAN
- Séverine Dizier - MNR
- Marcel Brun - LO
- Jean-Bernard Ravel - CPNT
- Michel Sala - LCR
- Darla Bailly - LFEA
- Antoine Capaldi - DVG
- Evelyne Guenoun - MPF
- Ariane Fournier - PSLE
- Roland Menard - GA
- Michel Escatafal - Modem
- Christine Jodra - Les Verts

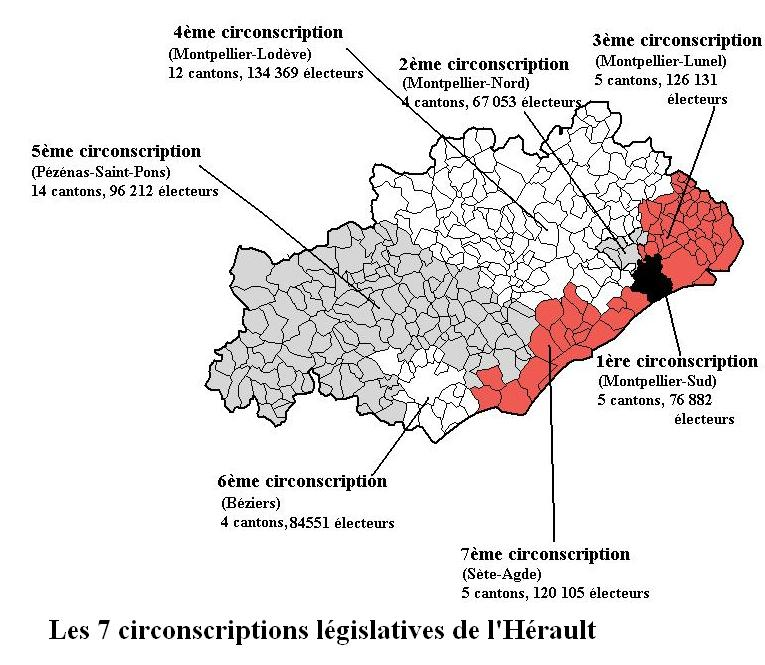

## Hérault

### Candidats
1re circonscription : cantons de Lattes, Montpellier-1, Montpellier-4, Montpellier-5 et de Montpellier-6.
- François Vasquez - DVE
- Michel Passet - PCF (Adjoint au maire de Montpellier)
- Patrice Boccadifuoco - CPNT
- Alain Jamet - FN (Conseiller régional)
- Jacques Domergue - UMP (Conseiller régional)
- Denis Cantournet - PO
- Louise Di Stefano - LT
- Arlette Bertomeu - LFEA
- Jean-Louis Roumégas - Les Verts (Adjoint au maire de Montpellier)
- David Hermet - LCR
- Jean-Pierre Galtier - SE
- Marc Dufour - Modem
- Michel Guibal - PS (Conseiller général du canton de Montpellier-1, Adjoint au maire de Montpellier)
- Marc Masson - MNR
- Brigitte Moulin - LO
- Marielle Raoux - RPIC
- Alain Begoc - MPF

2e circonscription : cantons de Montpellier-2, Montpellier-7, Montpellier-9 et de Montpellier-10.
- Philippe Machetel - DVE
- Amal Chantir - SE
- Hélène Zouroudis - FN (Conseillère régionale)
- Françoise Prunier - PCF (Adjointe au maire de Montpellier)
- André Vézinhet - PS (Sénateur, Président du Conseil général de l'Hérault, conseiller général du canton de Montpellier-9)
- Marine Sauvy - CPNT
- Aurélie Marino - PT
- Chantal Chassonnerie - SE (Conseillère municipale de Montpellier)
- Claude Brunel - LT
- Patrick Le Roy - LFEA
- Maurice Chaynes - LO
- Martine Granier - LCR
- Paul-Hugues Buffelard - SE
- Arnaud Julien - UMP (Conseiller municipal de Montpellier)
- Christian Dupraz - Les Verts
- Philippe Sala - Modem (Conseiller municipal de Montpellier)
- Geneviève Salvatore - MNR
- Alain Andrieux - DLR
- Jean-Marc Dionnet - RPIC

3e circonscription : cantons de Castelnau-le-Lez, Castries, Lunel, Mauguio, Montpellier-3 et des communes de Campagne et Garrigues (canton de Claret).
- Jean-Pierre Grand - UMP (Maire de Castelnau-le-Lez)
- Laurent Jaoul - CPNT (Conseiller municipal de Saint-Brès)
- Christine Lazerges - PS (Conseillère municipale de Castelnau-le-Lez)
- Michel Genibrel - PCF
- Julia Plane - FN
- Agnès Olinet - LO
- François Di Stefano - LT
- Jean-Paul Dizier - MNR
- Dominique Siccardi - LFEA
- Cyril Gispert - LCR
- Georges Fandos - Modem
- Zina Bourguet - Les Verts
- Jean-Louis Pelletier - MPF (Conseiller municipal de Lunel)

4e circonscription : cantons d'Aniane, du Caylar, de Claret (moins les communes de Campagne et Garrigues), Clermont-l'Hérault, Ganges, Gignac, Lodève, Lunas, Les Matelles, Montpellier-8, Pignan et Saint-Martin-de-Londres.
- Robert Lecou - UMP (Maire de Lodève)
- France Jamet - FN (Conseillère régionale)
- Jean-Pierre Moure - PS (maire de Cournonsec, conseiller général du canton de Pignan)
- Olivier Cousin de Mauvaisin - LO
- Christian Clausier - MPF
- Delphine Simon - LFEA
- Ernest Comunale - DVE
- Arlette Claparede - CPNT
- Bruno Chichignoud - Les Verts
- Elisabeth Martel - MNR
- Yvan Garcia - Collectifs unitaires antilibéraux/PCF/LCR
- Jean-Luc Passaro - LT
- Hadj Madani - Modem

5e circonscription cantons de : Bédarieux - Capestang - Florensac - Montagnac - Murviel-lès-Béziers - Olargues - Olonzac - Pézenas - Roujan - Saint-Chinian - Saint-Gervais-sur-Mare - Saint-Pons-de-Thomières - La Salvetat-sur-Agout - Servian.
- Kléber Mesquida - PS (Maire de Saint-Pons-de-Thomières, Conseiller général du canton de Saint-Pons-de-Thomières)
- Joseph Mestre - CPNT
- Jean-Louis Bousquet - PCF (conseiller régional)
- Myriam Roques - FN
- Marcel Roques - UMP (maire de Lamalou-les-Bains)
- Cécile Delpech - MPF
- Annie Desettre - MNR
- Maryse Launais - PT
- Michèle Comps - Les Verts
- Monique Carbonnel - LT
- M. Pignat-Taulier - LFEA
- Didier Ribo - LCR
- Francis Gonzalez - LO
- Guilhem Johannin - Modem

6e circonscription cantons de : Béziers-1 - Béziers-2 - Béziers-3 - Béziers-4.
- Paul-Henri Cugnenc - UMP (Adjoint au maire de Béziers)
- Éliane Bauduin - PS (Conseillère générale du canton de Béziers-2, conseillère régionale)
- Robert Sans - CPNT
- Guillaume Vouzellaud - FN
- Caroline Negrier - MNR
- Daniel Heudiard - SE
- Linda Auteau - LFEA
- Paul Barbazange - PCF
- Nicole Lescure - DVE
- Françoise Clément - LO
- Patrice Pollet - Les Verts
- Gilbert Boussard - MPF
- Gisèle Morisot - MNR
- Fabienne Broll - LCR
- Magali Lancon - PO
- Dominique Canu - Mouvement démocrate
- Aimé Juncarol - SE

7e circonscription cantons de : Agde - Sète-1 - Sète-2 - Frontignan - Mèze.
- François Liberti - PCF (conseiller général du canton de Sète-2)
- Marie-France Britto - CPNT
- Bruno Escaffre - CNI
- Sylvie Lessieux - LFEA
- Jean-Claude Martinez - FN (Député européen, conseiller régional)
- Pierre Soyer - LO
- Gilles d'Ettore - UMP (Maire d'Agde)
- Suzanne Aillot - LCR
- Geneviève Tapié - PS
- Louis Delpech - MRC
- Marie-Claude Domingot - Modem
- Bruno Priez - Les Verts
- Olivier Goudou - DVE
- Michel D'Aquino DLR
- Abdel Benbakir - Les Verts
- Paule Martin - MPF

## Lozère

### Candidats
1re circonscription cantons de : Barre-des-Cévennes - Le Bleymard - Châteauneuf de Randon - Florac - Grandrieu - Langogne - Mende-Nord - Mende-Sud - Le Pont-de-Montvert - Saint-Amans - Sainte-Enimie - Saint-Germain-de-Calberte - Villefort.
- Francis Saint-Léger - UMP (Conseiller régional, maire de Rieutort-de-Randon)
- Jean-Claude Chazal - PS (conseiller général du canton de Grandrieu, conseiller municipal de Langogne)
- Jean-Jacques Delmas - Modem (Maire de Mende)
- Bernadette Couvreur - FN
- Véronique Miramond - LCR
- François Roux - GA
- Jean-Claude Cotentin - LO
- Robert Aigoin - PCF (Conseiller général du canton de Saint-Germain-de-Calberte, Maire de Saint-Julien-des-Points)
- Eliane Lamothe - PO
- Edith Gohier - FLEA

2e circonscription cantons de : Aumont-Aubrac - La Canourgue - Chanac - Fournels - Le Malzieu-Ville - Marvejols - Le Massegros - Meyrueis - Nasbinals - Saint-Alban-sur-Limagnole - Saint-Chély-d'Apcher - Saint-Germain-du-Teil.
- Pierre Morel-A-L'Huissier - UMP (Maire de Fournels, Conseiller général du canton de Fournels)
- Dominique Aulas - PS (conseillère municipale de La Tieule)
- Edith Guccini - Modem
- Jean-François Pardigon - FN
- Michel Reix - LCR
- Chantal Duboulay - LO
- Hélène Doridon - PCF
- Thierry Gaches - LFEA
- Joël Yoyotte-Landry - PRG
- François-Noël Mas - MNR

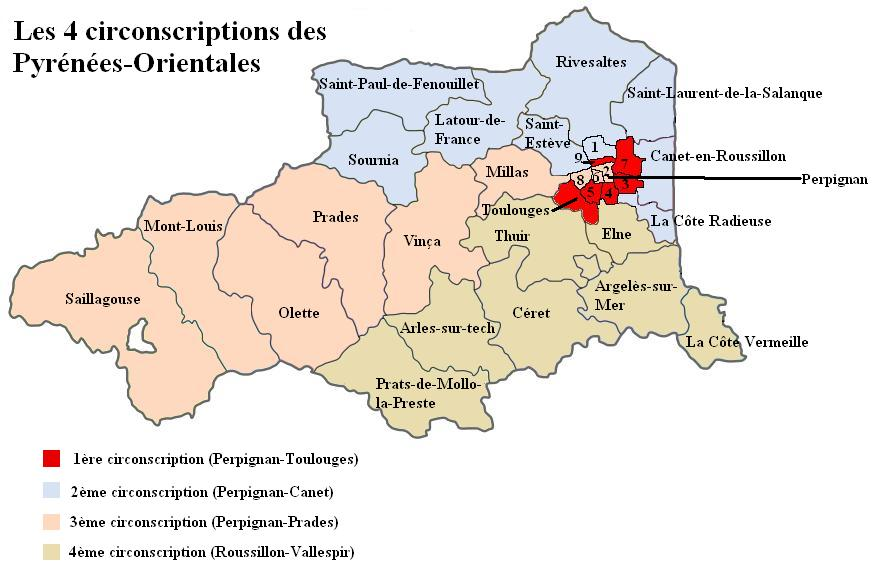

## Pyrénées-Orientales

### Candidats
1re circonscription cantons de : Perpignan-3 - Perpignan-4 - Perpignan-5 - Perpignan-7 - Perpignan-9 - Toulouges.
- Daniel Mach - UMP (Maire de Pollestres)
- Jean Vila - PCF (Maire de Cabestany, conseiller général du Canton de Perpignan-3)
- Pascale Advenard - LO
- Christine Gonzalez - MPF
- Nicole Dirckx - Les Verts
- Monique Juanola - CDC
- Louis Aliot - FN (Conseiller régional)
- Virginie Barre - UC
- Annie Marciniak - RPIC
- Chantal Gombert - Modem
- Francis Meuley - LFEA
- Martine Joseph - PS
- Guillem Vaulato - LCR
- Yves Castanet - LT
- Ida Fleury - MNR

2e circonscription : Canet-en-Roussillon - La Côte Radieuse - Latour-de-France - Perpignan-1 - Rivesaltes - Saint-Laurent-de-la-Salanque - Saint-Paul-de-Fenouillet - Saint-Estève - Sournia.
- Arlette Franco - UMP (maire de Canet-en-Roussillon)
- Renée Soum - PS
- Roger Foinels - MPF
- Katia Mingo - Les Verts
- Daniel Canellas - CDC
- Pierre Aloy - FN
- Simone Thomas - MNR
- Gabriella Koval - PH
- Pascal Le Jolly - LFEA
- Daniel Drouillard - PT
- Liberto Plana - LO
- Ghislaine Zaparty - LCR
- Jocelyne Roge-Balaguer - CPNT
- Maryse Lapergue - Modem
- Nadine Pons - PCF
- Audrey Castanet - LT

3e circonscription : Millas - Mont-Louis - Olette - Perpignan-2 - Perpignan-6 - Perpignan-8 - Prades - Saillagouse - Vinça.
- François Calvet - UMP (Maire du Soler)
- Jordi Vera - CDC
- Françoise Bataillon - FN
- Françoise Fiter - PCF
- Christiane Dugelay - LFEA
- Monique Reze - MPF
- Patrice Basso - LO
- Dominique Schemla - Modem
- Claude Begue - LCR
- Jacques Duverger - CPNT
- Olivier Thevenot - PH
- Enric Vilanova - ERC
- Pierre Prat - SE
- Claude Sala - LT
- Christian Bourquin - PS (Président du conseil général des Pyrénées-Orientales, conseiller général du canton de Millas, Vice-Président du conseil régional)

4e circonscription : Argelès-sur-Mer - Arles-sur-Tech - Céret - La Côte-Vermeille - Elne - Prats-de-Mollo-la-Preste - Thuir.
- Jacqueline Irles - UMP (Maire de Villeneuve-de-la-Raho)
- Jacques Marechal - MPF
- Françoise Tibau - CDC
- Marie-Thérèse Fesenbeck - FN (Conseillère régionale)
- Franck Huette - Les Verts
- Olivier Ferrand - PS
- Esther Silan - LO
- Yves Porteix - Modem
- Nicolas Garcia - PCF
- Yannick Fissier - LCR
- Nicole Puigbo - CPNT
- Maria Hernandez - LFEA
- Pierre Aylagas - DVG (Maire d'Argelès-sur-Mer, conseiller général du Canton d'Argelès-sur-Mer)
- Jacques Cros - LT
- Myriam Granat - CNIP

### Résultats1ertour(10 juin 2007)
Première circonscription
- D. Mach (UMP) : 46,56 %
- J. Vila (PC) : 16,44 %'
- BALLOTTAGE
- Inscrits : 66 218
- Votants : 59,18 %
- Exprimés : 58,19 %
- Abstention : 40,82 %
- Joseph (PS) : 14,80 %
- Aliot (FN) : 6,75 %
- Gombert (UDF) : 6,13 %
- Vaulato (LCR) : 1,82 %
- Dirckx (Les Verts) : 1,57 %
- Barre (Unitat) : 1,49 %
- Gonzalez (MPF) : 1,15 %
- Castanet (LT) : 1,04 %
- Juanola (CDC) : 0,64 %
- Advenard (LO) : 0,62 %
- Fleury (MNR) : 0,56 %
- Meuley (LFEA) : 0,45 %
- Marciniak (RPIC) : 0,01 %

Deuxième circonscription
- A. Franco (UMP) : 48,32 %
- R. Soum (PS) : 21,81 %'
- BALLOTTAGE
- Inscrits : 96750
- Votants : 61,51 %
- Exprimés : 59,98 %
- Abstention : 38,49 %
- Pierre Aloy (FN) : 6,75 %
- M. Lapergue (MD) : 5,98 %
- Nadine Pons (PC) : 4,78 %
- G. Zaparty (LCR) : 2,32 %
- K. Mingo (Verts) : 1,89 %
- J. Roge-B. (CPNT) : 1,86 %
- A. Castanet (Trefle) : 1,43 %
- R. Foinels (MPF) : 1,41 %
- D. Canellas (CDC) : 0,99 %
- Liberto Plana (LO) : 0,84 %
- S. Thomas (MNR) : 0,70 %
- D. Drouillard (PT) : 0,47 %
- P. Le Jolly (FA) : 0,45 %
- G. Koval (PH) : 0 %

Troisième circonscription
- F. Calvet (UMP) : 42,84 %
- Ch. Bourquin (PS) : 30,83 %'
- BALLOTTAGE
- Inscrits : 65996
- Votants : 41198 (62,42 %)
- Exprimés : 40311 (61,08 %)
- Abstention : 24798 (37,58 %)
- Françoise Fiter (PC) : 5,06 %
- D. Schemla (Modem) : 5,05 %
- F. Bataillon (FN) : 4,08 %
- Claude Begue (LCR) : 3,22 %
- Claude Sala (trefle) : 1,75 %
- J. Duverger (CPNT) : 1,21 %
- Pierre Prat (SE) : 1,17 %
- C. Dugelay (FA) : 1,11 %
- Jordi Vera (CDC) : 1,08 %
- Enric Vilanova (ERC) : 1,05 %
- M. Reze (MPF) : 0,91 %
- Patrice Basso (LO) : 0,65 %
- Odile Thevenot (PH) : 0 %

Quatrième circonscription
- J. Irles (UMP) : 37,69 %
- P. Aylagas (DVG) : 18,19 %'
- BALLOTTAGE
- Inscrits : 87 687
- Votants : 65,28 %
- Exprimés : 64,08 %
- Abstention : 34,72 %
- Olivier Ferrand (PS) : 15,25 %
- N. Garcia (PC) : 9,47 %
- Y. Porteix (UDF-MD) : 5,36 %
- M-T. Fesenbeck (FN) : 4,56 %
- M. Granat (CNI) : 2,22 %
- F. Huette (Verts) : 1,61 %
- Y. Fissier (LCR) : 1,48 %
- N. Puigbo (CPNT) : 1,13 %
- F. Tibaut (CDC) : 0,97 %
- J. Cros (Trèfle) : 0,84 %
- J. Menechal (MPF) : 0,66 %
- M. Hernandez (LFA) : 0,50 %
- E. Silan (LO) : 0,45 %